# Save a Prayer
«Save a Prayer» —en español: «Reserva una plegaria»— es el séptimo sencillo de Duran Duran, lanzado el 9 de agosto de 1982.
La canción fue el tercer sencillo de su segundo álbum Río. Se convirtió en el mayor éxito de Duran Duran hasta ese momento en el UK Singles Chart, alcanzando el puesto # 2, siendo superada solamente por "Eye of the Tiger" de Survivor.
No se publicó originalmente como un sencillo en los Estados Unidos, aunque el video fue muy popular en MTV. Sin embargo, una edición especial para los Estados Unidos con la versión en vivo del álbum Arena fue lanzada en enero de 1985 como lado B. El sencillo alcanzó el # 16 en el Billboard Hot 100.

## Video musical
El video fue filmado por el director Russell Mulcahy en las selvas, playas y los templos de Sri Lanka en abril de 1982. Las escenas fueron filmadas en la cima del antiguo fuerte de Sigiriya, entre las ruinas de un templo budista en Polonnaruwa y la costa sur de la isla.
El rodaje fue una experiencia difícil, pero inolvidable para la banda. Simon Le Bon, Roger y John Taylor se adelantaron en la ubicación, mientras que Andy Taylor y Nick Rhodes estaban en Londres terminando las remezclas de los lados B de Río. Contaban con muy poco tiempo después de eso para cambiarse de ropa antes de subirse al avión, y Rhodes llevó la misma chaqueta de cuero y los pantalones que usaba para protegerse del frío del invierno de Londres.
Cuando llegaron a Colombo, estaba muy caluroso, y Rodhes se sentía incómodo con su ropa. Taylor le aseguró que estaría en su hotel y podía descansar un rato. El conductor que se reunió en un camión con ellos, les informó que el viaje a Kandy, en el centro del país, donde se presentaba la banda le llevaría varias horas . En el camino se quedaron impresionados con la pobreza que había en el lugar. Durante la filmación de la escena en la que los miembros de la banda estaban montando elefantes, un elefante hembra les hizo un extraño sonido. Uno de los tripulantes lo habían registrado, y le pareció una escena divertida para reproducir. Resultó ser una llamada de apareamiento para los elefantes, en donde uno de estos que montaba Roger Taylor para cargar cuesta abajo, intentaba acercarse a la hembra. "Fue bastante divertido, pero muy peludo por un momento", dice Rhodes.
Mientras estaba imitando tocar en la guitarra y posaba en una rama sobre una laguna, en estado de embriaguez, Andy Taylor cayó al agua. Accidentalmente contagió a otras personas, y tuvo que ser hospitalizado durante la gira posterior de la banda en Australia debido a un virus tropical que contrajo en ese momento. Los miembros de la banda inicialmente se negaron a hacer la escena en la que un elefante rociaba de agua de su trompa a uno de ellos debido a sus connotaciones homoeróticas. Finalmente se decidieron por John Taylor desde ese momento sería el pin-up boy de la banda. Por este acontecimiento se burlarían de él por años. "No me importa", escribió en 2012. "Me encantó. Es uno de mis recuerdos más preciados.
Andy Taylor recuerda en sus memorias que la filmación en el templo fue muy tensa, ya que el país estaba al borde de la guerra civil y los monjes del templo esperaban con impaciencia a su líder para llegar y atender una reunión política importante. Los miembros de la banda andaban con los pies descalzos en consideración a la importancia religiosa del templo, y con frecuencia se quemaban con la rocas áridas en las que estaban parados. En algunas tomas, los miembros de la banda gritaron "Fuck you Russell!" en vez de pronunciar las letras de canciones. Para una escena, Le Bon y Rhodes descendieron desde un helicóptero a un monumento ya que no se podía aterrizar en él.
Una versión en vivo de la canción fue lanzada en 1984. Esa noche, Simon LeBon se la dedicó a Marvin Gaye, que había sido asesinado con un arma de fuego el día anterior. El video fue tomado de un concierto de Duran Duran en Oakland, California, que fue filmado para el álbum Arena (An Absurd Notion).

## Lista de canciones
– Sencillo en 7": EMI / EMI 5327
1. «Save a Prayer» - 5:25
2. «Hold Back The Rain» (Remix) - 3:58

 – Sencillo en 12": EMI / 12 EMI 5327
1. «Save a Prayer» - 5:25
2. «Hold Back The Rain» (Remix) [extended] - 7:05

 – Sencillo en 7": Capitol – B-5438
1. «Save a Prayer» - 3:45
2. «Save a Prayer» (From The Arena) - 3:35

 – Sencillo en 12": EMI
1. «Save a Prayer» - 5:25
2. «Save a Prayer» (From The Arena) - 6:11
3. «Careless Memories» - 4:06

## Posicionamiento en listas y certificaciones
| Listas                             | Mejor posición |
| ---------------------------------- | -------------- |
| Alemania (German Singles Chart)    | 27             |
| Australia (ARIA Charts)            | 56             |
| Bélgica (Flandes) (Ultratop 50)    | 19             |
| Canadá (Canadian Singles Chart)    | 4              |
| Estados Unidos (Billboard Hot 100) | 16             |
| Francia (SNEP)                     | 1              |
| Irlanda (Irish Singles Chart)      | 2              |
| Nueva Zelanda (Recorded Music NZ)  | 35             |
| Países Bajos (Dutch Top 40)        | 19             |
| Reino Unido (UK Singles Chart)     | 2              |

| País        | Organismo certificador | Certificación  | Ventas  |
| ----------- | ---------------------- | -------------- | ------- |
| Reino Unido | BPI                    | Disco de Plata | 200 000 |